# Jaroslav Drobný (tenisista)

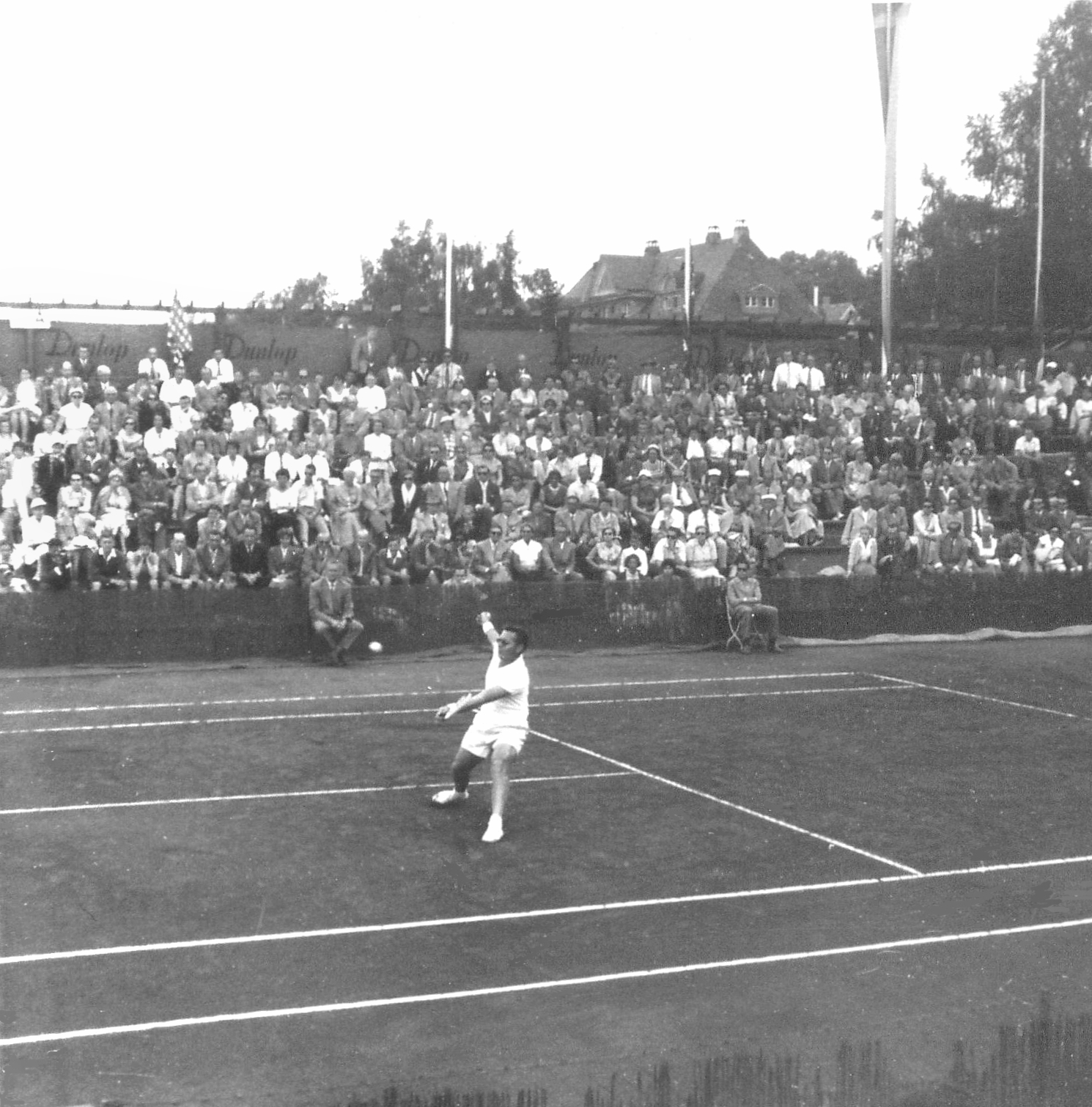
Jaroslav Drobný na turnieju tenisowym w Erlangen w lipcu 1955

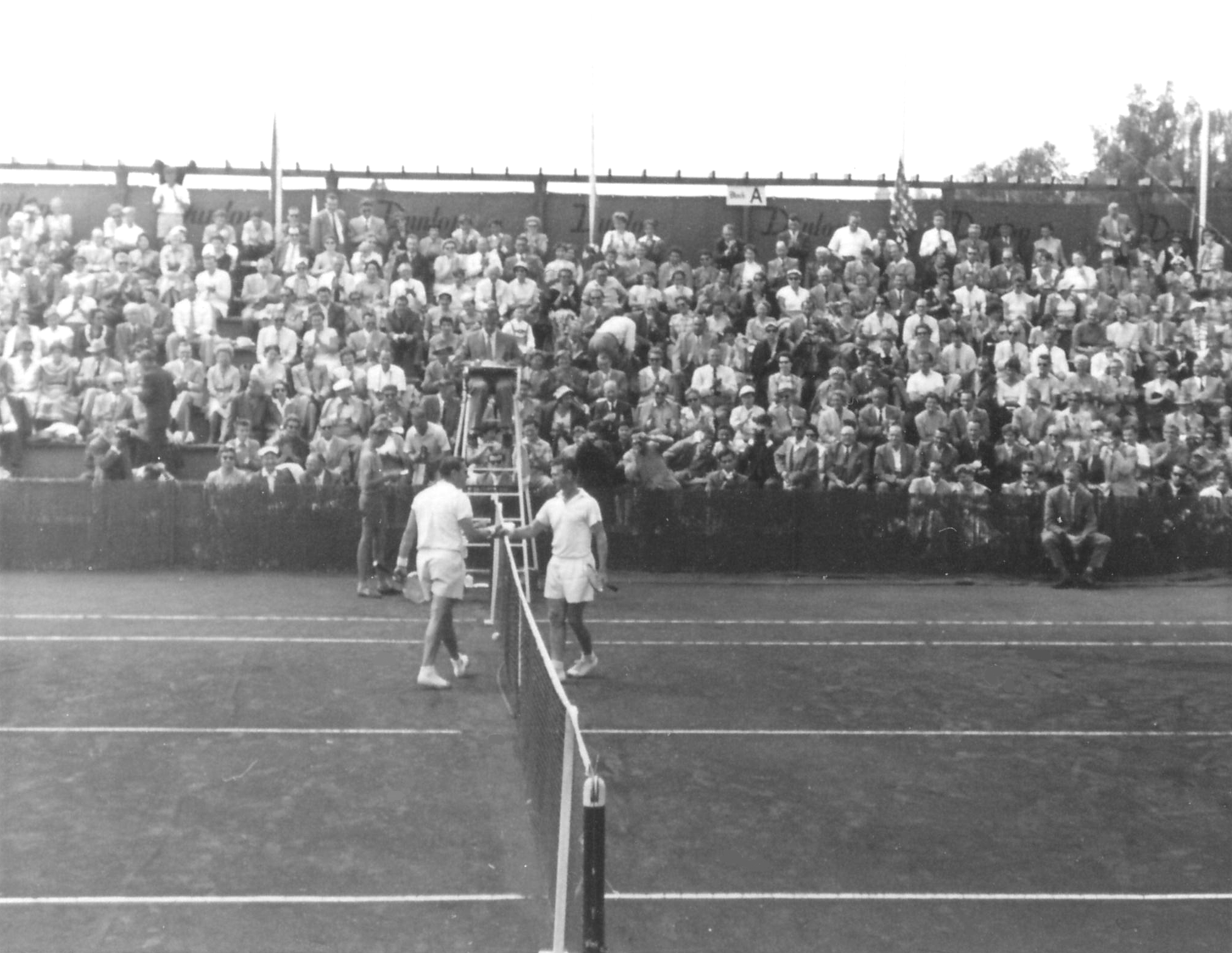
Podziękowania Jacka Arkinstalla i Jaroslava Drobnego po meczu finałowym turnieju w Erlangen w lipcu 1955

Jaroslav Drobný (ur. 12 października 1921 w Pradze, zm. 13 września 2001 w Tooting) – czechosłowacki tenisista, który największe sukcesy odnosił jako reprezentant Egiptu w latach 1949–1954, od 1954 występował w barwach brytyjskich (otrzymał obywatelstwo w 1959). Mistrz Wimbledonu i French Open, hokeista, srebrny medalista zimowych igrzysk olimpijskich Sankt Moritz (1948).
Jego żoną została tenisistka angielska Rita Jarvis Anderson.

## Kariera hokejowa
Przez pierwsze kilka lat po II wojnie światowej dzielił swoją sportową aktywność pomiędzy tenis i hokej. Z reprezentacją hokejową, w której występował jako napastnik, sięgał po mistrzostwo świata amatorów w 1947 (Drobný zdobył trzy gole w finale z USA) oraz wicemistrzostwo olimpijskie w Sankt Moritz (1948). Negatywnym skutkiem kariery hokejowej była odniesiona kontuzja, której efektem było uszkodzenie wzroku. W reprezentacji Czechosłowacji wystąpił 31 razy strzelając 36 bramek.
W 1997 został przyjęty do Galerii Sławy IIHF. W 2010 uhonorowano go miejscem w Galerii Sławy czeskiego hokeja na lodzie.

## Kariera tenisowa
Wychowywał się w praskim klubie tenisowym, w którym pracował jego ojciec. W 1938 debiutował w turnieju wimbledońskim, ulegając w 1 rundzie Argentyńczykowi Alejo Russelowi. Rok później dotarł do 3 rundy, w której nie dokończył meczu przeciwko najwyżej rozstawionemu Henry’emu Wilfredowi Austinowi z powodu kontuzji. Jeszcze przed II wojną światową, która na kilka lat przerwała karierę Drobnego, rozpoczął seryjne zdobywanie tytułów mistrza Czechosłowacji (łącznie 10).
Przede wszystkim zyskał jednak sławę jako tenisista. W pierwszym po wojnie Wimbledonie w 1946 (na udział w którym zezwoliły mu nowe władze państwowe Czechosłowacji) dotarł do półfinału, eliminując po drodze lidera list światowych Jacka Kramera. Przyniosło mu to popularność w Czechosłowacji oraz status bohatera narodowego w oczach kibiców. Podtrzymał wrażenie występem na mistrzostwach Francji (rozgrywanych w 1946 wyjątkowo po Wimbledonie), gdzie przegrał dopiero w finale z Marcelem Bernardem w pięciu setach.
Kontynuował karierę jeszcze przez 15 lat, wygrywając łącznie 133 turnieje w grze pojedynczej. W latach 1946–1956 jego nazwisko figurowało w czołowej dziesiątce rankingów światowych, w tym jako nr 1. w 1954.
W latach 1946–1949 był członkiem czechosłowackiej reprezentacji w Pucharze Davisa. Był współtwórcą dwukrotnego awansu do półfinału tych rozgrywek w 1947 i 1948, jego najważniejszym partnerem w zespole był Vladimír Černík. W półfinale w 1948, w meczu z Australią, Drobný pokonał Adriana Quista ze stanu 0:2 w setach (przeciwnik miał również piłkę meczową) – ostatecznie triumfując 6:8, 3:6, 18:16, 6:3, 7:5.
W 1949 w trakcie turnieju w Gstaad zrezygnował z obywatelstwa Czechosłowacji (podobnie jak Černík) i przez 5 lat występował jako reprezentant Egiptu.
Pięciokrotnie występował w finale wielkoszlemowych mistrzostw Francji. Po porażce w finale w 1946, ponownie ulegał w decydującej rozgrywce w 1948 (Frankowi Parkerowi) i 1950 (Budge'owi Patty'emu). Przez kolejne 2 lata pozostawał niepokonany, w 1951 w finale zwyciężył Erika Sturgessa 6:3, 6:3, 6:3, a w 1952 nr 1. rankingu światowego, Franka Sedgmana 6:2, 6:0, 3:6, 6:4. W 1948 wygrał w Paryżu rywalizację deblową i mikstową, był ponadto w finale debla w 1950.
Finały gry pojedynczej na Wimbledonie Drobný osiągnął trzykrotnie. W 1949, po zwycięskim półfinale z Johnem Bromwichem, przegrał decydujący mecz z Tedem Schroederem w pięciu setach. Ponownie przegrał finał w 1952, tym razem z Frankiem Sedgmanem. W 1954, nie zaliczany do głównych faworytów (rozstawiony dopiero z nr 11), sięgnął (w swoim jedenastym występie na Wimbledonie) po końcowy sukces. W półfinale pokonał Budge'a Patty'ego, a w finale Kena Rosewalla 13:11, 4:6, 6:2, 9:7. W 1955, występując jako obrońca tytułu, przegrał w ćwierćfinale z późniejszym mistrzem, Tonym Trabertem.
W 1951 przegrał na Wimbledonie finał gry podwójnej. Jednym z najdłuższych w historii brytyjskiego turnieju był mecz 3 rundy w 1953, w którym Drobný pokonał Petty'ego 8:6, 16:18, 3:6, 8:6, 12:10. Pojedynek trwał 4 godziny i 20 minut, a Drobný obronił 6 piłek meczowych przeciwnika.
Mniej sukcesów odnosił Drobný w pozostałych turniejach wielkoszlemowych. W mistrzostwach Australii przegrał finał debla w 1950, a na mistrzostwach USA dwukrotnie ulegał w półfinałach gry pojedynczej późniejszym triumfatorom – Jackowi Kramerowi w 1947 i Ricardo Gonzálezowi w 1948.
Jednym z ulubionych turniejów Drobnego były międzynarodowe mistrzostwa Włoch w Rzymie. W latach 1950–1953 występował w 4 finałach gry pojedynczej z rzędu, 3 z nich wygrywając – pokonywał kolejno Billa Talberta (1950), Gianniego Cucelli (1951), przegrał z Frankiem Sedgmanem (1952) i pokonał Lew Hoada (1953). 4 razy wygrał na Foro Italico także grę podwójną (1951, 1952, 1954, 1956); w 1953 przegrał w finale.
W 1959 przyjął obywatelstwo brytyjskie i wkrótce zakończył karierę, występując łącznie w 17 turniejach wimbledońskich.
Był zawodnikiem leworęcznym. Realizował dobrą grę taktyczną, wykorzystując geometrię kortu. Jego tenis był pełen technicznych urozmaiceń, zmian tempa i rotacji, lobów i drop–szotów, gry kątowej. Od czasu kontuzji hokejowej występował w ciemnych okularach.
W 1983 Jaroslav Drobný został wpisany do Międzynarodowej Tenisowej Galerii Sławy.

### Finały w turniejach wielkoszlemowych

#### Gra pojedyncza (3–5)
| Końcowy wynik | Nr | Data | Turniej                     | Nawierzchnia | Przeciwnik     | Wynik finału            |
| ------------- | -- | ---- | --------------------------- | ------------ | -------------- | ----------------------- |
| Finalista     | 1. | 1946 | French Championships, Paryż | Ceglana      | Marcel Bernard | 6:3, 6:2, 1:6, 4:6, 3:6 |
| Finalista     | 2. | 1948 | French Championships, Paryż | Ceglana      | Frank Parker   | 4:6, 5:7, 7:5, 6:8      |
| Finalista     | 3. | 1949 | Wimbledon, Londyn           | Trawiasta    | Ted Schroeder  | 6:3, 0:6, 3:6, 6:4, 4:6 |
| Finalista     | 4. | 1950 | French Championships, Paryż | Ceglana      | Budge Patty    | 1:6, 2:6, 6:3, 7:5, 5:7 |
| Zwycięzca     | 1. | 1951 | French Championships, Paryż | Ceglana      | Eric Sturgess  | 6:3, 6:3, 6:3           |
| Zwycięzca     | 2. | 1952 | French Championships, Paryż | Ceglana      | Frank Sedgman  | 6:2, 6:0, 3:6, 6:4      |
| Finalista     | 5. | 1952 | Wimbledon, Londyn           | Trawiasta    | Frank Sedgman  | 6:4, 2:6, 3:6, 2:6      |
| Zwycięzca     | 3. | 1954 | Wimbledon, Londyn           | Trawiasta    | Ken Rosewall   | 13:11, 4:6, 6:2, 9:7    |

#### Gra podwójna (1–3)
| Końcowy wynik | Nr | Data | Turniej                             | Nawierzchnia | Partner          | Przeciwnicy                | Wynik finału            |
| ------------- | -- | ---- | ----------------------------------- | ------------ | ---------------- | -------------------------- | ----------------------- |
| Zwycięzca     | 1. | 1948 | French Open, Paryż                  | Ceglana      | Lennart Bergelin | Harry Hopman Frank Sedgman | 8:6, 6:1, 12:10         |
| Finalista     | 1. | 1950 | Australian Championships, Melbourne | Trawiasta    | Eric Sturgess    | John Bromwich Adrian Quist | 3:6, 7:5, 6:4, 3:6, 6:8 |
| Finalista     | 2. | 1950 | French Open, Paryż                  | Ceglana      | Eric Sturgess    | Bill Talbert Tony Trabert  | 2:6, 6:1, 8:10, 2:6     |
| Finalista     | 3. | 1951 | Wimbledon, Londyn                   | Trawiasta    | Eric Sturgess    | Ken McGregor Frank Sedgman | 6:3, 2:6, 3:6, 6:3, 3:6 |

#### Gra mieszana (1–0)
| Końcowy wynik | Nr | Data | Turniej            | Nawierzchnia | Partnerka             | Przeciwnicy              | Wynik finału  |
| ------------- | -- | ---- | ------------------ | ------------ | --------------------- | ------------------------ | ------------- |
| Zwycięzca     | 1. | 1948 | French Open, Paryż | Ceglana      | Patricia Canning Todd | Doris Hart Frank Sedgman | 6:3, 3:6, 6:3 |